# مناحيم أفيدوم
مناحيم أفيدوم (بالعبرية: מנחם אבידום‏)(6 يناير 1908 - 5 أغسطس 1995) مؤلف موسيقي إسرائيلي.
في عام 1961 مُنح أفيدوم جائزة إسرائيل للموسيقى.

## سيرة شخصية
ولد أفيدوم مندل مالر كالكشتاين في ستانيسلافيف التي كانت تابعة آنذالك للإمبراطورية النمساوية المجرية في عام 1908. ثم انتقلت تبعيتها إلى بولندا بعد الحرب العالمية الأولى.
وهاجر أفيدوم إلى فلسطين التي كانت تقع تحت الانتداب البريطاني في عام 1925، وبعد فترة قصيرة ذهب للدراسة في الجامعة الأمريكية في بيروت (من 1926 إلى 1928). وبعد مزيد من الدراسات في كونسرفتوار باريس (1928-1931)، انتقل إلى مدينة تل أبيب حيث درس النظرية الموسيقية. من عام 1945 حتى عام 1952 شغل منصب الأمين العام للأوركسترا الفيلهارمونية الإسرائيلية. في عام 1955 عين مديرًا لجمعية المؤلفين والملحنين وناشري الموسيقى في إسرائيل (ACUM).
توفي في تل أبيب في إسرائيل في 5 أغسطس 1995.

## الجوائز
- في عام 1961 مُنح أفيدوم جائزة إسرائيل للموسيقى [1] تقديراً لأوبرا ألكسندرا هاشمونيت .

## أعماله

### للأصوات
- في كل جيل - أوبرا 1955
- ألكسندرا هاشمونيت - أوبرا ، 1961
- الوداع - أوبرا ، 1971
- الخطيئة الأولى ، أوبرا ، 1980
- Me'Arat Yodfat ، أوبرا
- أربع أوبرات أخرى
- كانتاتات تهليم - كانتات ، 1955
- 12 تل - كانتاتا ، 1976

### للأوركسترا
- السمفونية رقم 3: يام تيشونيت 1952
- 9 سيمفونيات أخرى
- كونشرتو الفلوت
- كونسرتينو للكمان والاوركسترا

### لموسيقى الحجرة
- مقطوعة موسيقية على باخ- موسيقى الججرة - 1964
- رباعية للآلات النحاسية - 1969
- سوناتا للفيولا المنفردة - 1984

## قراءات أخرى
- دون راندل . قاموس هارفارد للسير الذاتية في الموسيقى . هارفارد ، 1996 ، ص. 32.